# اربرفيلد (باركشير)
اربرفيلد (بالإنجليزية: Arborfield)‏ هي قرية تقع في المملكة المتحدة في إنجلترا.